# Cosmodes elegans
Cosmodes elegans là một loài bướm đêm thuộc họ Noctuidae. Nó được tìm thấy ở New South Wales, đảo Norfolk, Queensland, Nam Úc, Tây Úc và New Zealand.
Sải cánh dài khoảng 40 mm.
Ấu trùng ăn các loài Lobelia inflata, Verbena và Wahlenbergia.

## Hình ảnh

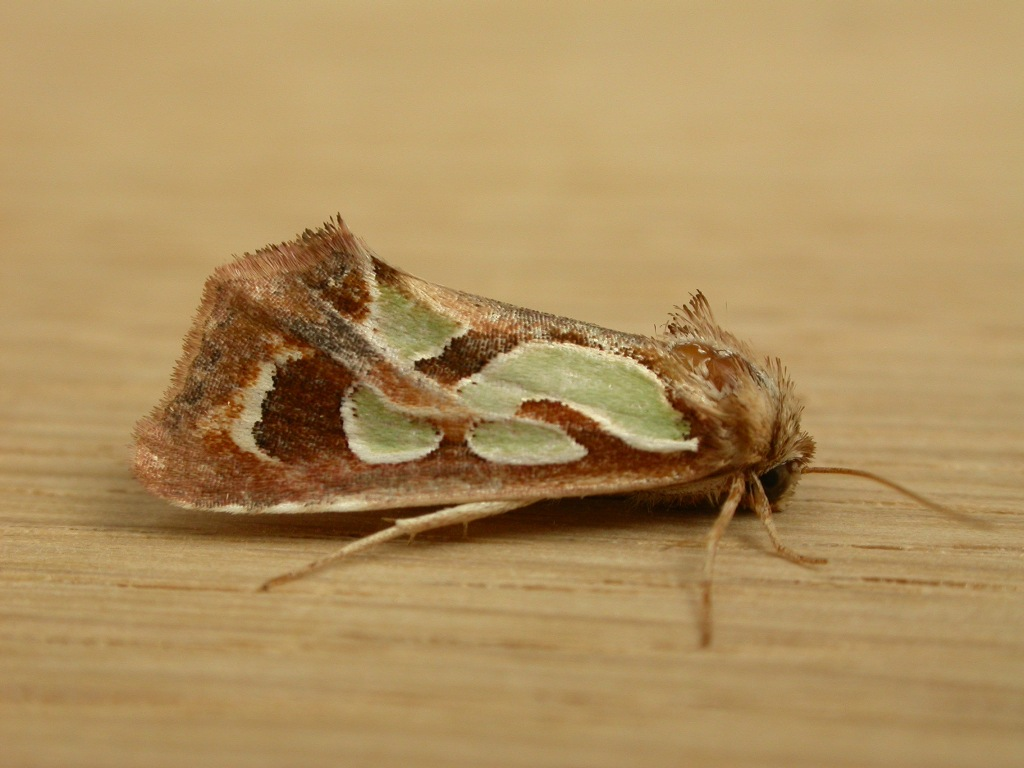
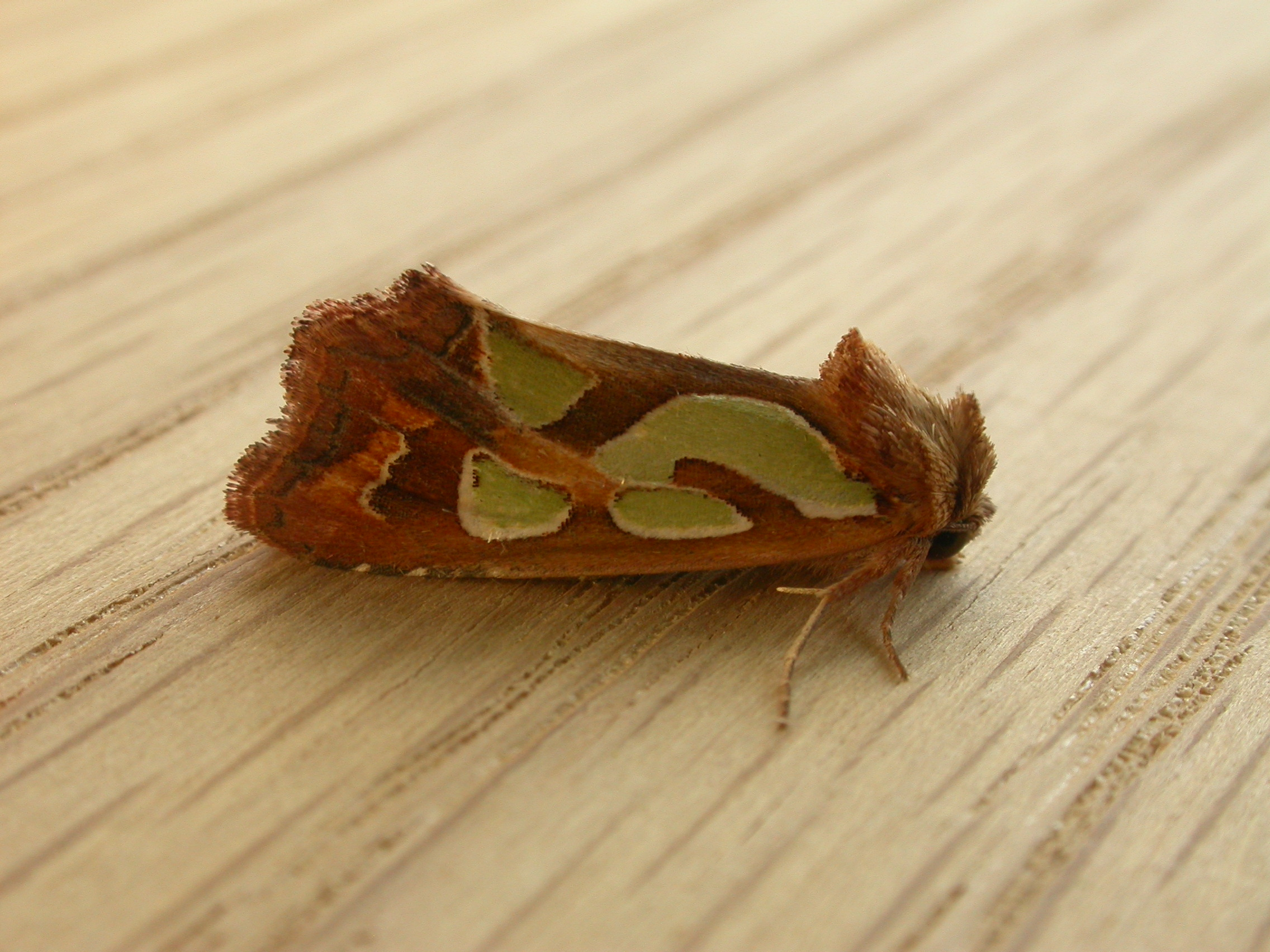
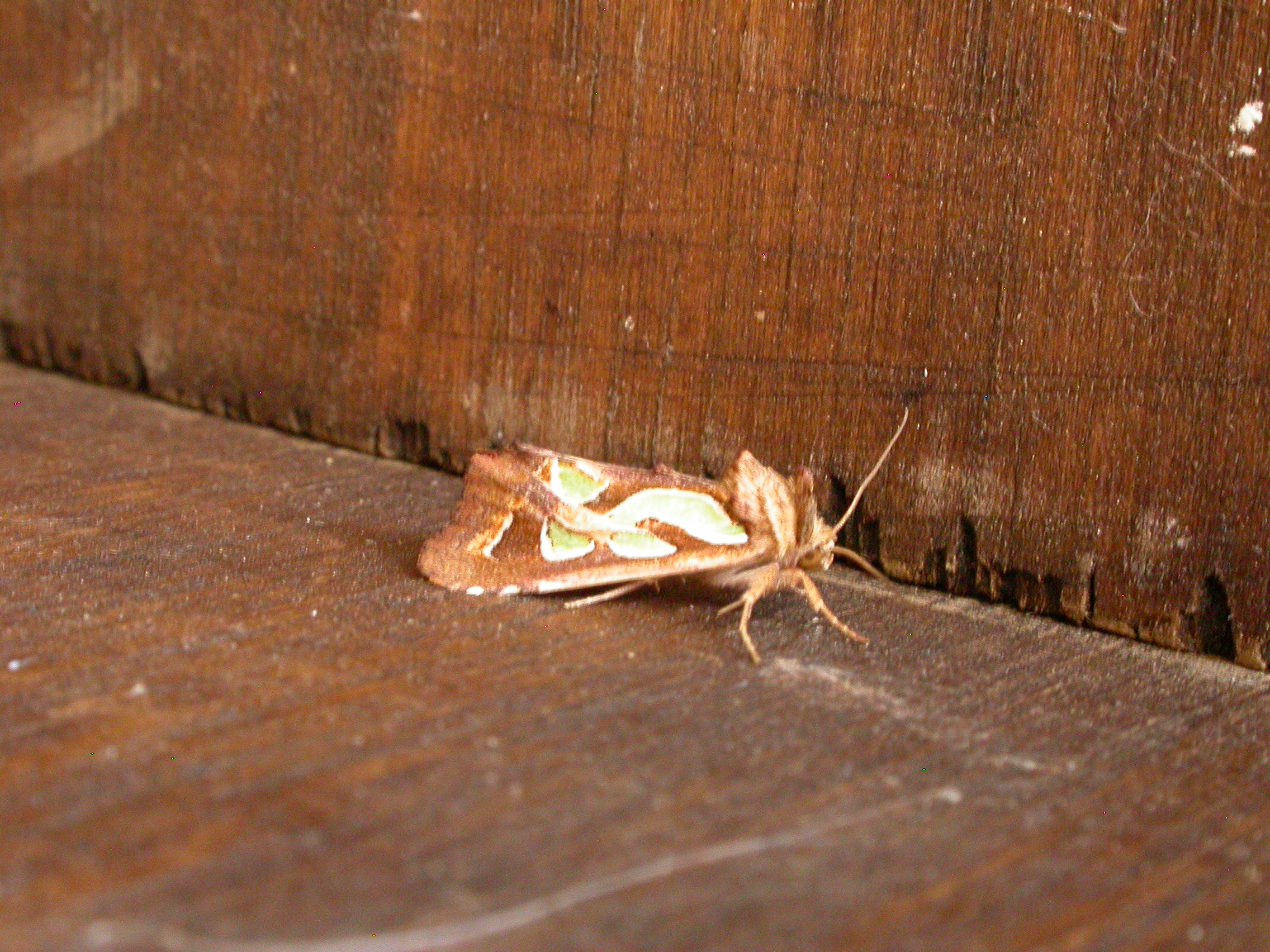
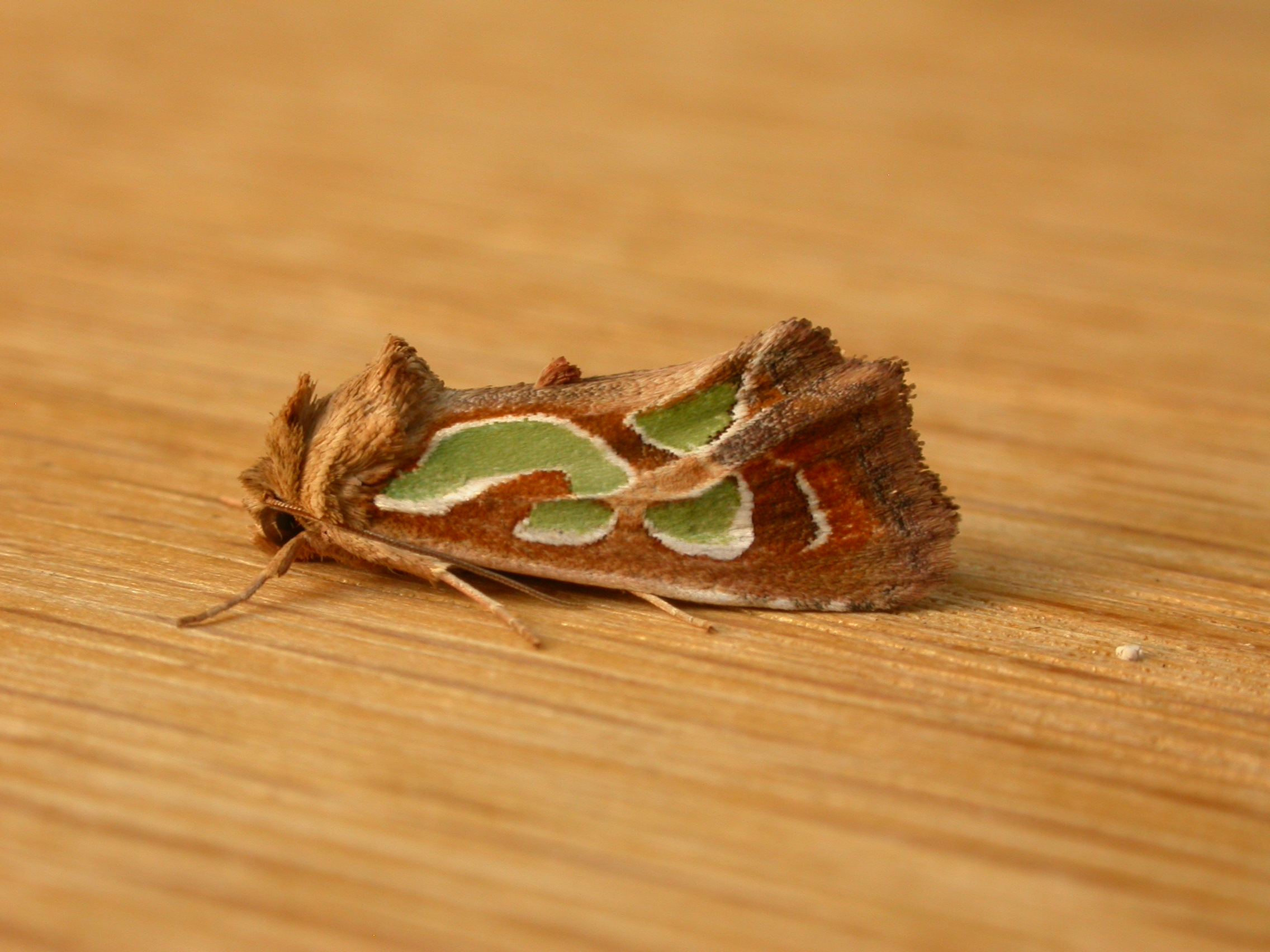